# Ceaux-en-Couhé
Ceaux-en-Couhé är en kommun i departementet Vienne i regionen Nouvelle-Aquitaine i västra Frankrike. Kommunen ligger i kantonen Couhé som tillhör arrondissementet Montmorillon. År 2018 hade Ceaux-en-Couhé 524 invånare.

## Befolkningsutveckling
Antalet invånare i kommunen Ceaux-en-Couhé
| Referens: INSEE |